# Early Roman Kings
"Early Roman Kings" es la séptima canción del álbum de Bob Dylan Tempest, publicado en septiembre de 2012. Como la mayoría de las composiciones de Dylan en el siglo XXI, está editada bajo el pseudónimo de Jack Frost. Es una canción de género blues.

## Composición
La canción está basada en un riff muy común en grabaciones de blues, por ejemplo es muy similar al de las canciones "Mannish Boy", "Hoochie Coochie Man" o "I'm a Man", de Muddy Waters, Willie Dixon y Bo Diddley, respectivamente, pero diferente a ellas en la parte humorística habitual en muchas composiciones de Dylan.